# Liste der Kardinalskreierungen Johannes’ XXII.
Papst Johannes XXII. kreierte folgende Kardinäle:

## 17. Dezember 1316
- Bernard de Castanet
- Jacques de Via
- Gauscelin de Jean
- Bertrand du Pouget
- Pierre d’Arrabloy
- Bertrand de Montfavez
- Gaillard de la Mothe
- Giovanni Gaetano Orsini

## 20. Juni 1317
- Arnaud de Via

## 20. Dezember 1320
- Regnaud de la Porte
- Bertrand Augier de La Tour OFM
- Pierre des Prés
- Simon d’Archiac
- Pilfort de Rabastens OSB
- Pierre Le Tessier CRSA
- Raymond Le Roux

## 18. Dezember 1327
- Jean-Raymond de Comminges
- Annibaldo di Ceccano
- Jacques Fournier O.Cist.
- Raymond de Mostuéjouls
- Pierre de Mortemart
- Pierre des Chappes
- Matteo Orsini OP
- Pedro Gómez Barroso
- Imbert Dupuis
- Giovanni Colonna

## 25. Mai 1331
- Élie Talleyrand de Périgord

## 20. Dezember 1331
- Pierre Bertrand